# Devotion
Devotion е американски екшън военен драматичен филм от 2022 г. на режисьора Джей Ди Дилард, по сценарий на Джейк Крейн и Джонатан Е. Стюарт, базиран на книгата Devotion: An Epic Story of Heroism, Friendship, and Sacrifice, написан от Адам Макос. Във филма участват Джонатан Майърс, Глен Пауъл, Кристина Джаксън, Джо Джонас, Ник Харгроув, Спенсър Невил и Томас Садоски.
Филмът е насрочен да бъде пуснат на 23 ноември 2022 г.